# Осмоцен
Осмоцен — металлоорганическое
сэндвичевое комплексное соединение
осмия с формулой Os(C5H5)2,
бесцветные кристаллы.

## Получение
- Реакция циклопентадиенида натрия и трихлорида осмия.

## Физические свойства
Осмоцен образует бесцветные кристаллы
ромбической сингонии,
пространственная группа P nma,
параметры ячейки a = 0,7079 нм, b = 0,8908 нм, c = 1,2771 нм, Z = 4

.